# Sonny Fisher
Therman B. „Sonny“ Fisher (* 13. November 1931 in Chandler, Texas; † 8. Oktober 2005 in Houston, Texas) war ein US-amerikanischer Rockabilly-Sänger. Von ihm stammt die Originalversion des Rockin’ Daddy, das in der Version von Eddie Bond populär wurde.

## Leben

### Kindheit und Jugend
Sonny Fishers Vorfahren waren irischer und indianischer Herkunft. Als er neun Jahre alt war, ließen sich seine Eltern scheiden und zuerst lebte Fisher mit seiner Mutter in Kalifornien. Kurz danach zog Fisher jedoch zurück auf die Farm seines Vaters in Texas. Sein Großvater, der ebenfalls auf der Farm lebte, brachte ihn mit Country-Musik und vor allem der Grand Ole Opry, die jede Woche live aus Nashville gesendet wurde, in Berührung.

### Karriere
1951 hatte Fisher geheiratet und im selben Jahr gründete er mit Paul Vaughan (Fiddle), Joey Long (E-Gitarre), Red Leonie (Steel Guitar), Leonard Curry (Bass) und Darrell Newsome (Schlagzeug) seine erste eigene Band. Zusammen fingen sie zuerst an, Rhythm-and-Blues-Lieder zu spielen, vor allem beeinflusst von dem Blues-Musiker Lightnin’ Hopkins. Nachdem sie jedoch einem Auftritt Elvis Presleys im „Texas Corral“ beiwohnten, wechselten sie zum Rockabilly. Nachdem Vaughan und Leonie aus der Band ausgestiegen waren, nannte sich die Gruppe „The Rocking Boys“.
Fisher und seine Band bekamen 1955 dann einen Plattenvertrag bei den Starday Records. Ihre erste Single, Rockin’ Daddy, verkaufte sich südlich der Mason-Dixon-Linie durchaus gut. Jedoch wurde der Titel 1956 von Eddie Bond gecovert, der ihn zu weitaus mehr Berühmtheit brachte und der weitaus mehr mit dem Lied assoziiert wird. Fishers Schlagzeuger Darrell Newsome hingegen wurde von Elvis Presley engagiert und spielte später auch für die Columbia Records. Fisher blieb bei Starday, jedoch ohne Erfolg. Nachdem sich die Rocking Boys zerstritten hatten, wandte er sich zuerst wieder dem Rhythm and Blues, dann der Country-Musik zu. Mit seinem Schlagzeuger gründete Fisher kurzzeitig sein eigenes Plattenlabel Columbus Records, das nicht lange Bestand hatte. Bis 1965 trat er in den Bars und Lokalen Houstons auf, danach gründete er seine eigene Fußbodenbelag-Firma.
1979 erlebte Fisher aufgrund des Rockabilly-Revivals eine Wiederentdeckung. Ted Carroll, Mitarbeiter des Rockabilly-Labels Ace Records, hatte Fisher in Texas besucht und ihn für Auftritte und Aufnahmen gewonnen. Er ging erstmals in England auf Tournee und spielte wieder Platten ein. 1993 spielte er zusammen mit Sleepy LaBeef auf der Rockabilly Fiesta in Spanien. Nach seinem überraschenden Comeback in Europa zog Fisher sich letztlich wieder zurück und lebte bis zu seinem Tod in seinem Heimatstaat Texas. Er starb 2005 im Alter von 74 Jahren in Houston.

## Diskografie
| 1955                    | Rockin’ Daddy / Hold Me Baby         | Starday 179 |
| 1955                    | Sneaky Pete / Hey Mama               | Starday 190 |
| 1955                    | Rockin’ And A Rollin’ / I Can’t Lose | Starday 207 |
| 1956                    | Pink and Black / Little Red Wagon    | Starday 244 |
| 1983                    | Drivin’ My Life Away /?              | Big Beat    |
| Unveröffentlichte Titel |                                      |             |
|                         | - Rockin’ Daddy (alt. Version)       |             |